# 19 (album)
19 je název debutového alba britské zpěvačky Adele, které vyšlo v roce 2008. Deska obdržela i nominaci na Mercury Prize v kategorii Nejlepší album. Na desce se nachází i úspěšný singl Chasing Pavements, který se dostal na 2. místo singlové hitparády ve Velké Británii. Samotná deska ihned v týdnu svého vydání debutovala na 1. místě v prodejnosti.

## Seznam písní
| Pořadí | Název                  | Autor                                  | Producent/i | Délka |
| ------ | ---------------------- | -------------------------------------- | ----------- | ----- |
| 1.     | Daydreamer             | Adele Adkins, Jim Abbiss               | Jim Abbiss  | 3:41  |
| 2.     | Best for Last          | Adele Adkins                           | Jim Abbiss  | 4:19  |
| 3.     | Chasing Pavements      | Adele Adkins                           | Eg White    | 3:31  |
| 4.     | Cold Shoulder          | Adele Adkins, Jim Abbiss               | Mark Ronson | 3:12  |
| 5.     | Crazy for You          | Adele Adkins, Jim Abbiss               | Jim Abbiss  | 3:28  |
| 6.     | Melt My Heart to Stone | Adele Adkins, Jim Abbiss               | Eg White    | 3:24  |
| 7.     | First Love             | Adele Adkins, Jim Abbiss               | Jim Abbiss  | 3:10  |
| 8.     | Right as Rain          | Adele Adkins, Truth & Soul Productions | Jim Abbiss  | 3:17  |
| 9.     | Make You Feel My Love  | Bob Dylan                              | Jim Abbiss  | 3:32  |
| 10.    | My Same                | Adele Adkins, Jim Abbiss               | Jim Abbiss  | 3:16  |
| 11.    | Tired                  | Adele Adkins                           | Eg White    | 4:19  |
| 12.    | Hometown Glory         | Adele Adkins, Jim Abbiss               | Jim Abbiss  | 4:31  |

| Taiwan special edition | Taiwan special edition                   | Taiwan special edition |
| Pořadí                 | Název                                    | Délka                  |
| ---------------------- | ---------------------------------------- | ---------------------- |
| 13.                    | Chasing Pavements (bonus enhanced video) |                        |

| Japanese bonus tracks | Japanese bonus tracks                   | Japanese bonus tracks |
| Pořadí                | Název                                   | Délka                 |
| --------------------- | --------------------------------------- | --------------------- |
| 13.                   | Painting Pictures                       |                       |
| 14.                   | Now and Then                            |                       |
| 15.                   | That's It, I Quit, I'm Movin' On (Live) |                       |

| US bonus disc | US bonus disc                           | US bonus disc |
| Pořadí        | Název                                   | Délka         |
| ------------- | --------------------------------------- | ------------- |
| 1.            | Right as Rain (live)                    | 3:28          |
| 2.            | Melt My Heart to Stone (live)           | 3:21          |
| 3.            | My Same (live)                          | 3:02          |
| 4.            | That's It, I Quit, I'm Movin' On (live) | 2:21          |
| 5.            | Chasing Pavements (live)                | 3:49          |

## Umístění
| Hitparáda      | Umístění |
| -------------- | -------- |
| Velká Británie | 1        |
| Irsko          | 3        |
| Nizozemsko     | 4        |
| Belgie         | 9        |
| Německo        | 15       |
| Řecko          | 30       |
| Itálie         | 42       |
| Švédsko        | 11       |
| Švýcarsko      | 15       |
| Norsko         | 19       |
| Francie        | 35       |
| Tchaj-wan      | 9        |
| Evropa         | 6        |
| Japonsko       | 36       |
| USA            | 44       |
| Svět           | 8        |